# Hickory (Pennsylvanie)
Hickory est une census-designated place située dans le comté de Washington, dans l’État de Pennsylvanie, aux États-Unis. Lors du recensement de 2020, elle compte 664 habitants.